# Habay
Habay (in vallone Habâ) è un comune belga di 7 903 abitanti, situato nella provincia vallona del Lussemburgo.

## Amministrazione

### Gemellaggi
- Tortoreto, dal 2009